# Club Voleibol Playas de Benidorm
Il Club Voleibol Playas de Benidorm è stata una società di pallavolo femminile spagnola, con sede a Benidorm.

## Storia
Il Club Voleibol Playas de Benidorm nasce nel maggio del 2009, come società di riferimento per i pallavolisti della città di Benidorm. Un anno dopo, tuttavia, il club prende parte alla Superliga, diventando di fatto il club successore degli altri due club della città, Club Voleibol Benidorm e del Club Voleibol Finestrat, che avevano appena chiuso a causa di problemi economici. Dopo aver disputato la Superliga 2010-11, il club è costretto a chiudere dopo una sola stagione nella massima serie a causa di problemi economici.